# Monoblefaromicots
Els monoblefaromicots (Monoblepharomycota) són una petita divisió o fílum del regne dels fongs (Fungi), amb 38 espècies conegudes.

## Característiques
Tal·lus en forma d'hifa, d'aspecte espumós per la presència de citoplasma vacuolat. Els tal·lus produeixen esporangis terminals i són filamentosos amb un sistema basal o rizoidal. Només es coneix la reproducció asexual per zoòspores o autòspores. Les zoòspores són allargades, afilades cap a l'extrem anterior, capaços de nedar. La reproducció sexual és oogàmica per mitjà d'anterozoides uniflagel·lats nascuts posteriorment en anteridis i gàmetes femenins no flagel·lats nascuts a la oogònia. Les espècies més conegudes són saprotròfiques.

## Taxonomia
El fílum Monoblepharomycota inclou 38 espècies, repartides dues classes, dos ordres i sis famílies:
- Classe Hyaloraphidiomycetes
  - Ordre Hyaloraphidiales
    - Família Hyaloraphidiaceae
- Classe Monoblepharidomycetes
  - Ordre Monoblepharidales
    - Família Gonapodyaceae
    - Família Harpochytriaceae
    - Família Monoblepharidaceae
    - Família Oedogoniomycetaceae
    - Família Telasphaerulaceae